# Saint-Cyr-Montmalin
Saint-Cyr-Montmalin – miejscowość i gmina we Francji, w regionie Burgundia-Franche-Comté, w departamencie Jura. Nazwa miejscowości pochodzi od imienia św. Cyryka.
Według danych na rok 1990 gminę zamieszkiwały 144 osoby, a gęstość zaludnienia wynosiła 14 osób/km² (wśród 1786 gmin Franche-Comté Saint-Cyr-Montmalin plasuje się na 600. miejscu pod względem liczby ludności, natomiast pod względem powierzchni na miejscu 420.).